# Evangelische Superintendentur A. B. Westböhmen
Die Evangelische Superintendentur A. B. Westböhmen war eine Diözese der Evangelischen Kirche A. B. in Österreich, die von 1900 bis 1918 bestand.

## Organisation
Die Superintendentur umfasste bis zu 36 deutschsprachige Pfarrgemeinden in Böhmen. Der Amtssitz des der Superintendentur vorstehenden Superintendenten befand sich in Aussig. Seit 1911 war die Superintendentur in drei Seniorate gegliedert, die nach Flüssen benannt waren: Eger, Elbe und Iser. Im Jahr 1913 gehörten ihr knapp 55.000 Gläubige an.

## Geschichte
Die Evangelischen Superintendentur A. B. Westböhmen wurde im Jahr 1900 gegründet. Sie ging aus dem deutschsprachigen Westlichen Seniorat der Evangelischen Superintendentur A. B. Böhmen hervor, während die tschechischsprachigen Gemeinden des Östlichen Seniorats die Evangelische Superintendentur A. B. Ostböhmen bildeten. 1902 wurde Albert Gummi, der die neue Superintendentur zuvor bereits provisorisch geleitet hatte, offiziell zum Superintendenten gewählt. Der Superintendentur hörte 1918 nach der Auflösung Österreich-Ungarns auf zu bestehen, da die tschechoslowakische Regierung ein Aufrechterhalten der Beziehungen zur österreichischen Kirche untersagte. Die Pfarrgemeinden wurden Teil der am 25. Oktober 1919 gegründeten Deutschen Evangelischen Kirche in Böhmen, Mähren und Schlesien.

## Gemeinden
| Pfarrgemeinde        | Gründungsjahr                                          | Kirchengebäude | Bild                                             |
| -------------------- | ------------------------------------------------------ | --- | ------------------------------------------------ |
| Aussig               | 1878 (1873 als Filialgemeinde von Teplitz)             | Apostel-Paulus-Kirche in Aussig; Jesuskirche in Türmitz (Predigtstelle) | Apostel-Paulus-Kirche Aussig                     |
| Böhmisch-Budweis     | 1910 (1868 als Filialgemeinde von Linz)                | Evangelische Kirche in Böhmisch-Budweis; Bethaus in Prachatitz (Predigtstelle) | Evangelische Kirche in Böhmisch-Budweis          |
| Braunau              | 1905                                                   | Auferstehungskirche in Großdorf bei Braunau | Evangelische Kirche in Großdorf                  |
| Brüx                 | 1908                                                   | Evangelische Annenkirche in Brüx | Evangelische Kirche Brüx                         |
| Deutsch-Gablonz      | 1838 (1820 als Filialgemeinde von Krschischlitz)       | Evangelische Kirche in Deutsch-Gablonz | Evangelische Kirche Deutsch-Gablonz              |
| Deutsch-Horschowitz  | 1908 (1901 als Filialgemeinde von Komotau)             | Evangelische Kirche in Deutsch-Horschowitz; Evangelische Kirche in Woratschen (Predigtstelle) | Ev. Kirche und Pfarrhaus von Deutsch-Horschowitz |
| Dux                  | 1903                                                   | Lutherkirche in Dux | Evangelische Kirche in Dux                       |
| Eger                 | 1862                                                   | Friedenskirche in Eger; St. Peter und Paul in Franzensbad (Filialgemeinde) | Evangelische Kirche Cheb                         |
| Falkenau an der Eger | 1907 (1899 als Filialgemeinde von Eger)                | Thomaskirche in Falkenau an der Eger; Evangelische Kirche in Chodau (Filialgemeinde), Erlöserkirche in Königsberg an der Eger (Filialgemeinde), Evangelische Kirche in Haberspirk (Predigtstelle) | Thomaskirche in Falkenau an der Eger             |
| Fleißen              | 1834 (1563 als Filialgemeinde von Brambach in Sachsen) | Evangelische Kirche in Fleißen; Evangelische Kirche in Graslitz (Filialgemeinde) | evangelische Kirche Fleißen                      |
| Friedland in Böhmen  | 1898                                                   | Erlöserkirche in Friedland in Böhmen | Erlöserkirche in Friedland in Böhmen             |
| Görkau-Rotenhaus     | 1858 (1824 als Filialgemeinde von Haber)               | Evangelische Kirche in Görkau-Rotenhaus | Evangelische Kirche in Görkau-Rotenhaus          |
| Grottau              | 1911                                                   | Friedenskirche in Grottau | Friedenskirche Grottau                           |
| Haber                | 1784                                                   | Evangelische Kirche in Haber | Evangelische Kirche in Haber                     |
| Haida                | 1905                                                   | Christuskirche in Haida | Evangelische Kirche in Haida                     |
| Hermannseifen        | 1783                                                   | Toleranzkirche in Hermannseifen; Evangelische Kirche in Johannisbad (Diasporagemeinde), Bethaus in Arnau (Predigtstelle)                                                                          | Evangelische Kirche in Johannisbad               |
| Hohenelbe            | 1910                                                   | Bethaus in Hohenelbe; Evangelische Kirche in Hackelsdorf (Predigtstelle) | Evangelische Kirche in Hohenelbe                 |
| Karbitz              | 1908                                                   | Erlöserkirche in Karbitz; Evangelische Kirche in Weschen (Predigtstelle) | Erlöserkirche in Karbitz                         |
| Karlsbad             | 1866 (1860 als Filialgemeinde von Fleißen)             | Peter-und-Paul-Kirche in Karlsbad; Heilandskirche in Deutsch-Joachimsthal (Predigtstelle), Erlöserkirche in Neudek (Predigtstation), Evangelische Kirche in Platten (Predigtstation)              | Peter-und-Paul-Kirche in Karlsbad                |
| Komotau              | 1878 (1849 als Filialgemeinde von Görkau-Rotenhaus)    | Gustav-Adolf-Kirche in Komotau | ehem. Gustav-Adolf-Kirche Komotau                |
| Leitmeritz           | 1906                                                   | Evangelische Kirche in Leitmeritz; Friedenskirche in Lobositz (Filialgemeinde), Evangelische Kirche in Trebnitz (Filialgemeinde)                                                                  | Evangelische Kirche Leitmeritz                   |
| Marienbad            | 1881 (zuvor Diasporagemeinde von Eger)                 | Corpus-Christi-Kirche in Marienbad | Evangelische Kirche in Marienbad                 |
| Mittel-Langenau      | 1916                                                   | Erlöserkirche in Mittel-Langenau | Evangelische Kirche in Mittel-Langenau           |
| Morchenstern         | 1910                                                   | Evangelische Kirche in Morchenstern; Bergkirche Schenkenhan in Wurzelsdorf (Predigtstelle) | Evangelische Kirche Morchenstern                 |
| Pilsen               | 1872 (1862 als Filialgemeinde von Prag)                | Evangelische Kirche in Pilsen | Ev. Kirche Pilsen                                |
| Prag (deutsch)       | 1791                                                   | Michaeliskirche in Prag | Michaeliskirche in Prag                          |
| Reichenberg          | 1861 (zuvor Filialgemeinde von Deutsch-Gablonz)        | Christuskirche in Reichenberg | Christuskirche Reichenberg                       |
| Rosendorf            | 1863 (zuvor Filialgemeinde von Haber)                  | Evangelische Kirche in Rosendorf | evangelische Kirche Rosendorf                    |
| Rumburg              | 1860/1861 (zuvor Filialgemeinde von Haber)             | Evangelische Kirche in Rumburg | Evangelische Kirche in Rumburg                   |
| Saaz                 | 1908                                                   | Christuskirche in Saaz; Erlöserkirche in Podersam (Predigtstelle) | Evangelische Kirche in Saaz                      |
| Schreckenstein       | 1903                                                   | Christuskirche in Schreckenstein | Christuskirche Schreckenstein                    |
| Teplitz              | 1852 (1845 als Filialgemeinde von Haber)               | Bartholomäuskirche in Teplitz; Evangelische Kirche in Boreslau (Predigtstelle), Auferstehungskirche in Klostergrab (Predigtstelle), Evangelische Kirche in Wisterschan (Predigtstelle)            | Bartholomäuskirche in Teplitz                    |
| Tetschen             | 1914 (1852 als Filialgemeinde von Haber)               | Christuskirche in Tetschen | Christuskirche in Tetschen                       |
| Turn                 | 1899                                                   | Christuskirche in Turn; Evangelische Kirche in Graupen (Filialgemeinde) | Christuskirche Turn                              |
| Trautenau            | 1900                                                   | Christuskirche in Trautenau | Christuskirche Trautenau                         |
| Warnsdorf            | 1903                                                   | Friedenskirche in Warnsdorf | Evangelische Kirche in Warnsdorf                 |
| Weipert              | 1906                                                   | Evangelische Kirche in Weipert | Evangelische Kirche in Weipert                   |